# Mundo oriental

Em verde, a localização da Ásia

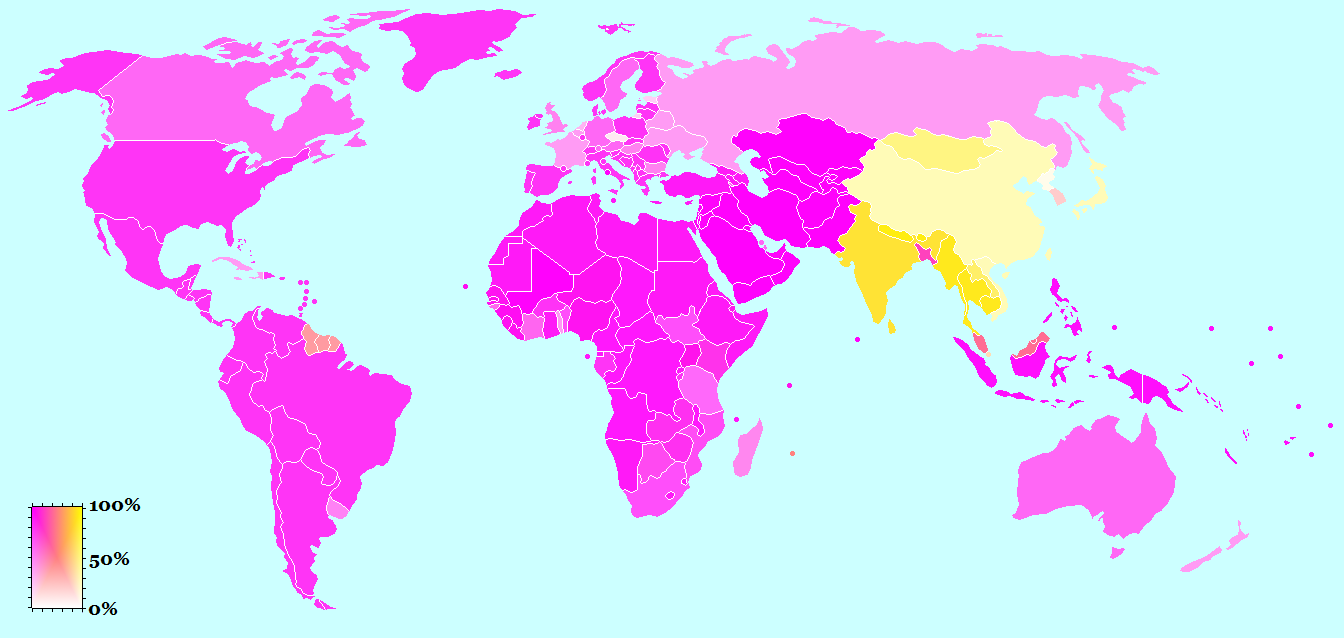
Mapa da distribuição geográfica das religiões abraâmicas (tons de rosa) e das religiões da Ásia Oriental (tons de amarelo)

A expressão mundo oriental se refere às diversas culturas ou estruturas sociais e sistemas filosóficos da Ásia; ou ao que está geograficamente a leste da Europa. A expressão geralmente não é usada fora do mundo ocidental, uma vez que abrange uma região enorme, variada, complexa e dinâmica, difícil de generalizar.
Embora estes países e regiões tenham muitos aspectos comuns, historicamente eles nunca se definiram coletivamente como uma entidade única, real ou superficial. O conceito de "mundo oriental", na maioria das vezes, inclui a Ásia Central, o Extremo Oriente, o Oriente Médio (também conhecido como Oriente Próximo ou Ásia Ocidental), a Ásia Setentrional e Meridional.
O conceito de um povo asiático único é irreal e permanece devido à vinculação de que a identidade asiática é restrita apenas aos povos que vivem nas regiões sul, leste e sudeste do continente asiático. Nações que se veem como parte do mundo oriental, como os países árabes da Ásia Ocidental, Israel, Irã e seus respectivos grupos étnicos, não se identificam como "asiáticas". Outra razão pela qual uma identidade pan-asiática é imaginária é o fato de que a Ásia é o continente mais racialmente e etnicamente diverso do mundo.
A divisão entre "Oriente" e "Ocidente" é um produto da história cultural europeia e da distinção entre a cristandade europeia e as culturas além dela, no Oriente. Com a colonização europeia da América, a distinção Ocidente/Oriente tornou-se global. O conceito de uma esfera oriental, "índia" (Índias) ou "Oriental" foi enfatizado por ideias racistas, bem como por diferenças religiosas e culturais. Tais distinções foram articuladas pelos ocidentais na tradições acadêmicas conhecidas como orientalismo e indologia. O orientalismo foi o único conceito ocidental sobre um mundo oriental unificado que abrangia toda a Ásia e não qualquer região específica.